# كأس النرويج 1995
كأس النرويج 1995 (بالنرويجية: Norgesmesterskapet i fotball for menn 1995)‏ هو الموسم 90 من كأس النرويج. أقيم خلال الفترة 9 مايو 1995 وحتى 5 نوفمبر 1995، وأشرف على تنظيمه اتحاد النرويج لكرة القدم، وكان عدد الأندية المشاركة فيه 128، وفاز فيه نادي روسنبورغ.